# من شیطان را دیدم
من شیطان را دیدم (انگلیسی: I Saw the Devil) فیلمی سینمایی در ژانر دلهره‌آور روان‌شناختی محصول کره جنوبی است که در سال ۲۰۱۰ اکران شد.

## خلاصه داستان
کیم سو هیون افسر امنیتی جوانی است که همسر باردارش توسط یک قاتل روانی به نام کیونگ چول به‌طرز فجیعی به قتل می‌رسد و تکه‌تکه می‌شود. او تصمیم می‌گیرد خودش وارد عمل شود و به بدترین شکل ممکن از قاتل انتقام بگیرد.

## بازیگران
- لی بیونگ هون در نقش کیم سو هیون، مأمور سرویس اطلاعات ملی
- چوی مین شیک در نقش جانگ کیونگ چول، راننده اتوبوس و قاتل زنجیره ای